# Liste der Bodendenkmale in Möser
In der Liste der Bodendenkmale in Möser sind alle Bodendenkmale der Einheitsgemeinde Möser und ihrer Ortsteile aufgelistet. Grundlage ist die Veröffentlichung der Landesdenkmalliste mit Stand vom 25. Februar 2016. Die Baudenkmale sind in der Liste der Kulturdenkmale in Möser aufgeführt.
| Denkmal-ID | Fundart                | Ortsteil                  | Bezeichnung                                                   | Zeitstellung | Lage                                                             | Bemerkungen | Bild |
| ---------- | ---------------------- | ------------------------- | ------------------------------------------------------------- | ------------ | ---------------------------------------------------------------- | --- | ---- |
| 428300553  | Grabmal > Megalithgrab | Körbelitz                 | Megalithgrab                                                  | Neolithikum  | 1,5 km südöstlich vom Ort (Lage)                                 | gepflegte Anlage (mit Parkplatz), Deckstein mit einigen Schälchen |      |
| 428300563  | Grabmal > Megalithgrab | Wulfischer Stiftungsforst | Großsteingräber                                               | Neolithikum  | 2 km südwestlich von Grabow im Forst, westlich vom Hasselberg () | ehemaliges Militärgebiet |      |
| 428300551  |                        | Hohenwarthe               | paläologischer Schlagplatz und römisches Gräberfeld, Weinberg | undatiert    | an der Elbe, nahe einer Mühle, A2 ()                             | Erkennbar ist ein alter Weinberg. |      |
| 428300554  | Befestigung > Wall     | Lostau                    | ehemaliger Burgwall                                           | Mittelalter  | 1,2 km südwestlich von Lostau (Alte Elbe) (Lage)                 | Am Rande eines Biosphärenreservats, Fläche teilweise bebaut, teilweise Waldgrundstück. An zwei Stellen ist eine deutliche Wallausprägung erkennbar, dazwischen Fläche verflacht, Burgwall denkbar und sehr wahrscheinlich. |      |
| 428300562  | Grabmal > Grabhügel    | Pietzpuhl                 | Grabhügel                                                     | undatiert    | Wulfischer Stiftungsforst, 150 m NÖ der Försterei Grabow ()      | Militärbereich, begehen und fotografieren untersagt, ‚Clausewitz-Kaserne‘ |      |
| 428300561  | Grabmal > Grabhügel    | Pietzpuhl                 | Hügelgräber                                                   | undatiert    | Wulfenscher Stiftungsforst, 6 km nordöstl. (Lage)                | Im Wald befinden sich mehrere Anhöhen. Aufgrund der hohen Anzahl von Eingrabungen unterschiedlichster Größe im gesamten Waldgebiet scheint es sich um ein ehemalig militärisch genutztes Areal zu handeln.                 |      |
| 428300565  | Befestigung > Burg     | Schermen                  | Burganlage                                                    | undatiert    | nordwestlich am Ort (Lage)                                       | Privatgrundstück |      |